# Pison morosum
Pison morosum är en biart som beskrevs av Smith 1856. Pison morosum ingår i släktet Pison och familjen grävsteklar. Inga underarter finns listade i Catalogue of Life.